# 10053 Noeldetilly
10053 Noeldetilly eller 1987 SR12 är en asteroid i huvudbältet som upptäcktes den 16 september 1987 av den belgiske astronomen Henri Debehogne vid La Silla-observatoriet. Den är uppkallad efter Rolland Noël de Tilly.
Den har en diameter på ungefär 4 kilometer.